# Achrysocharoides tetrapunctatus
Achrysocharoides tetrapunctatus är en stekelart som beskrevs av Yoshimoto 1977. Achrysocharoides tetrapunctatus ingår i släktet Achrysocharoides och familjen finglanssteklar. Inga underarter finns listade i Catalogue of Life.